# Спасский, Анатолий Алексеевич
Анато́лий Алексе́евич Спа́сский (1866—1916) — русский историк церкви. Профессор Московской духовной академии по кафедре истории Древней церкви, ученик Алексея Лебедева и преемник его по кафедре, доктор церковной истории, действительный статский советник.

## Биография
Родился 10 (22) марта 1866 года в селе Подкубенском Вологодской губернии в семье священника. В 1880 году окончил Вологодское духовное училище, в 1886 году — Вологодскую духовную семинарию, а в 1890 году — Московскую духовную академию (МДА); 19 июня 1890 года утверждён в степени кандидата богословия и оставлен профессорским стипендиатом при МДА. Написанное им на четвёртом курсе сочинение об Аполлинарии Лаодикийском было высоко оценено его научным руководителем, Алексеем Лебедевым. В этом небольшом по объёму труде были опровергнуты спорные предположения немецкого богослова Иоганна Дрэзеке о принадлежности Аполлинарию ряда произведений псевдо-Василия Великого, доказав их принадлежность Дидиму Александрийскому.
Приказом обер-прокурора Синода 19 июля 1891 года он был назначен на должность преподавателя в Каменец-Подольскую духовную семинарию по кафедре философских наук; читал логику, опытную психологию и основы философии. Одновременно он преподавал словесность, историю русской литературы и педагогику в Подольском женском училище духовного ведомства.
С 17 августа 1893 года после прочтения пробных лекций — «Новейшая византология и её ближайшие результаты» и «О причинах и характере крестовых походов» — был назначен советом МДА исполняющим обязанности доцента по кафедре новой гражданской истории; 14 января 1896 года, после перехода Лебедева в Московский университет, он был переведён на кафедру общей церковной истории.
Был утверждён 30 января 1896 года в степени магистра богословия по представлению магистерской диссертации «Историческая судьба сочинений Аполлинария Лаодикийского с кратким предварительным очерком его жизни»; 16 марта 1896 года назначен на должность доцента по кафедре общей церковной истории, в связи с чем 25 августа 1896 года был утверждён в чине надворного советника. С 13 сентября того же года по 23 февраля 1898 года находился также на должности лектора английского языка. С 1 декабря 1897 года — экстраординарный профессор МДА по кафедре общей церковной истории.
С 29 октября 1898 года по 22 марта 1903 года являлся редактором журнала «Богословский вестник». 12 апреля 1907 года утверждён в учёной степени доктора церковной истории после защиты диссертации «История догматических движений в эпоху вселенских соборов (в связи с философскими учениями того времени) т. I. Тринитарный вопрос. История учения о Св. Троице», после чего был назначен ординарным профессором академии. Одновременно в 1908/09 учебном году читал лекции на кафедре новой гражданской истории.
31 октября 1915 года уволен по болезни на пенсию и 8 (21) августа 1916 года скончался в Сергиевом Посаде после продолжительной болезни.
В браке с Екатериной Воскресенской имел четверых детей.

## Награды
- 6 мая 1898 года — орден Святого Станислава 3 степени;
- 6 мая 1902 года — орден Орден Святой Анны 3 степени;
- 6 мая 1902 года — орден Святого Станислава 2 степени;
- 6 мая 1909 года — орден Святой Анны 2 степени;
- 6 мая 1912 года — орден Орден Святого Владимира 4 степени.

## Основные труды
- Аполлинарий Лаодикийский. Историческая судьба сочинений Аполлинария с кратким очерком его жизни. (Магистерская диссертация). — Сергиев Посад, 1895. — 501 с.;
- История догматических движений в эпоху вселенских соборов. Т. I. Тринитарный вопрос. — Сергиев Посад, 1906;
- Общедоступные лекции по истории западноевропейского Средневековья (серия статей в «Богословском вестнике» под псевдонимом А. Сотерский, 1910);
- Эллинизм и христианство. История литературно-религиозной полемики между эллинизмом и христианством в раннейший период христианской истории (150—254) (Сергиев Посад, 1913).
  - Эллинизм и христианство. История литературно-религиозной полемики между эллинизмом и христианством в ранний период христианской истории (150—254). — СПб., 2006.